# Жонатан Клос
Жонатан Флоран Клос (фр. Jonathan Florent Clauss, Стразбур, 25. септембар 1992) је француски фудбалер који тренутно наступа за Олимпик из Марсеља. Игра на позицији десног бека.

## Успеси
Арминија Билефелд
- 2. Бундеслига Немачке (1) : 2019/20.[4]

Појединачни
- УНФП иделани тим Прве лиге Француске: 2020/21,[5] 2021/22.[6]